# Wasteland (série télévisée)
Pour les articles homonymes, voir Wasteland.
Wasteland est une série télévisée américaine en treize épisodes de 45 minutes créée par Kevin Williamson et dont seulement trois épisodes ont été diffusés entre le 7 et le 21 octobre 1999 sur le réseau ABC. Les épisodes restants ont été diffusés en 2001 sur SHO Next.
En France, la série a été diffusée à partir du 23 décembre 2000 sur TF1.

## Synopsis
Six amis trentenaires, qui sont allés à l'université ensemble, vivent à New York essayant de se trouver à travers les bons et mauvais moments. 

## Distribution
- Sasha Alexander (VF : Marie-Laure Dougnac) : Jessie Presser
- Marisa Coughlan (VF : Marie-Eugénie Maréchal) : Dawnie Parker
- Rebecca Gayheart (VF : Vanina Pradier) : Samantha « Sam » Price
- Eddie Mills (VF : Cédric Dumond) : Vandy
- Dan Montgomery Jr (VF : Axel Kiener) : Russell « Russ » Baskind
- Brad Rowe (VF : Eric Aubrahn) : Tyler « Ty » Swindell
- Jeffrey D. Sams (VF : Thierry Desroses) : Vincent « Vince » Lewis

## Épisodes
1. Cœurs en panne (Pilot)
2. Videz vos poches ! (Empty Pockets)
3. Il fait trop chaud pour rester cool (Indian Summer)
4. Plus si affinité (Double Date)
5. Mariages : galères ! (My Ex Friend's Wedding)
6. Pièges non signalés (Best Laid Plan)
7. C'est le moment pour parler (Thanks For Nothin')
8. Mentir est un vilain défaut (Truth or Consequences)
9. SOS décoinçâge (The Object of my Affection)
10. Les grandes espérances (Great Expectations)
11. Lendemain de fête (The Morning After)
12. Amitié à l'épreuve de l'amour (Defining Moments)
13. La mort vous va si bien (Death Becomes Us)